# Chintz
Il chintz, dalla parola hindi छींट chint, è un robusto tessuto di cotone.

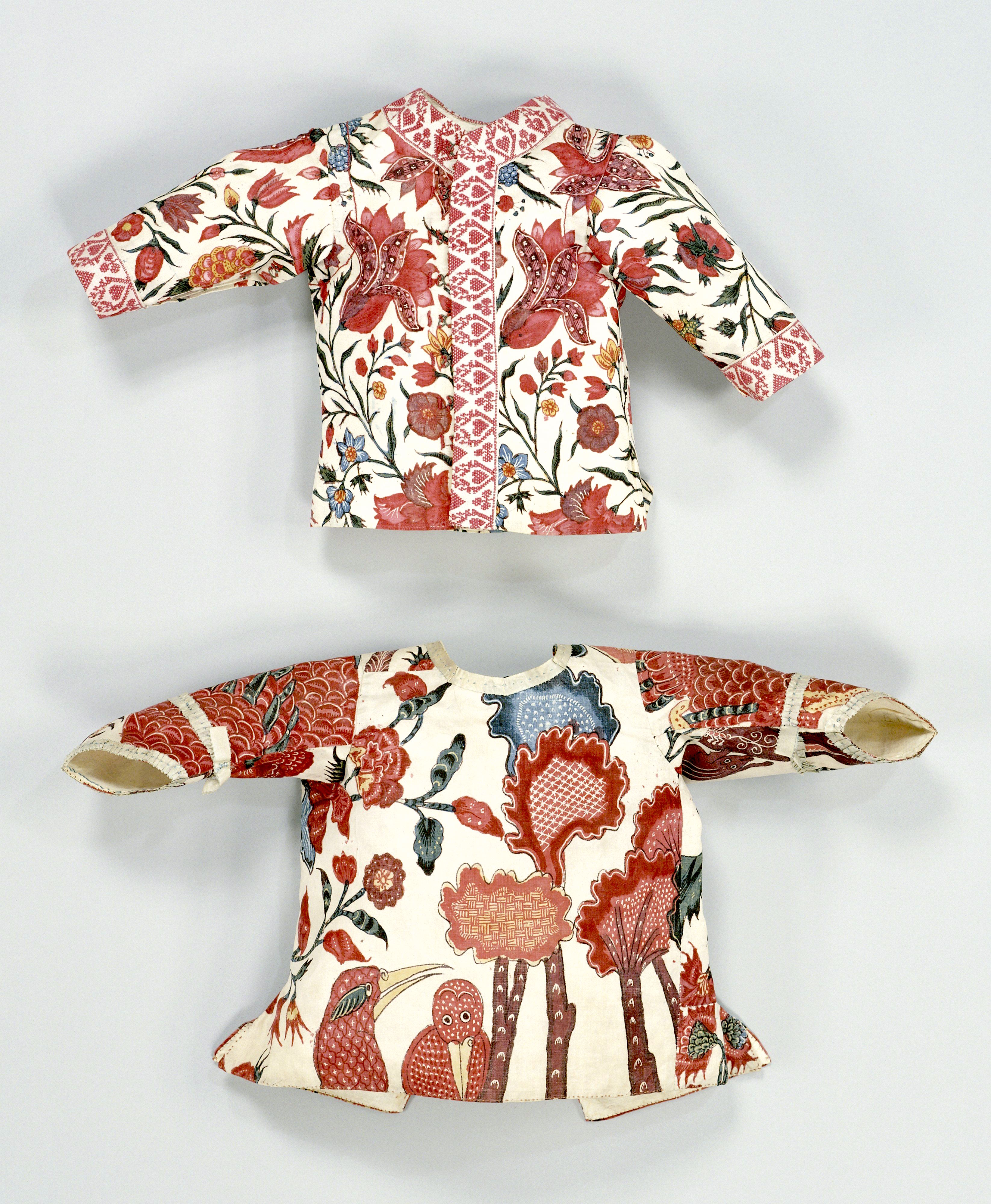
Giacche francesi in chintz con motivo floreale del XVIII sec.

Ad armatura tela o raso è caratterizzato dai colori vivaci e dalla mano lucida, ottenuta con una forte calandratura in fase di finissaggio o attualmente con l'utilizzo di silicone.
Adatto, per resistenza e decoratività, all'arredamento e alla tappezzeria, si utilizza per tende, copriletti, cuscini, rivestimenti di divani e poltrone.
Originario dell'India fu molto popolare in Europa nel XVII e XVIII secolo, prima importato e poi prodotto in loco. All'inizio riproduceva i disegni indiani, stampati in robbia o indaco, poi si diffusero stampe a fiorami, con colori molto sgargianti, generalmente su fondo chiaro.
In Francia divenne famoso il toile de Jouy, un tipo di chintz, prodotto nella città di Jouy-en-Josas dal 1759 caratterizzato da disegni con medaglioni contenenti personaggi storici e paesaggi stampati in rosso e blu su fondo bianco.